# Shekher
Shekher (azerbajdzjanska: Şəkər, armeniska: Շեխեր) är en ort i Azerbajdzjan.   Den ligger i distriktet Xocavənd Rayonu, i den södra delen av landet, 260 km väster om huvudstaden Baku. Shekher ligger 764 meter över havet och antalet invånare är 408.
Terrängen runt Shekher är kuperad, och sluttar österut. Runt Shekher är det ganska tätbefolkat, med 62 invånare per kvadratkilometer.. Närmaste större samhälle är Müşkapat, 13,3 km norr om Shekher. 
Trakten runt Shekher består till största delen av jordbruksmark.